# Pedinorrhina
Pedinorrhina is een geslacht van kevers uit de familie bladsprietkevers (Scarabaeidae). Het geslacht werd voor het eerst wetenschappelijk beschreven in 1880 door Ernst Gustav Kraatz.

## Soorten
- Pedinorrhina abbreviata (Fabricius, 1792)
- Pedinorrhina cinctipennis Moser, 1913
- Pedinorrhina cinctuta (Voet, 1779)
- Pedinorrhina distincta (van de Pool, 1886)
- Pedinorrhina mediana (Westwood, 1843)
- Pedinorrhina mhondana Oberthür, 1880
- Pedinorrhina plana (Wiedemann, 1821)
- Pedinorrhina recurva (Fabricius, 1801)
- Pedinorrhina sellata Kraatz, 1880
- Pedinorrhina septa (Harold, 1879)
- Pedinorrhina subaenea (Harold, 1878)
- Pedinorrhina submarginata Moser, 1913
- Pedinorrhina swanziana (Schaum, 1848)
- Pedinorrhina trivittata (Schaum, 1841)
- Pedinorrhina undulata Bates, 1881
- Pedinorrhina viridicollis Burgeon, 1932
- Pedinorrhina watkinsiana (Lewis, 1879)